# Metrioidea chiricahuensis
Metrioidea chiricahuensis là một loài bọ cánh cứng trong họ Chrysomelidae. Loài này được Blake miêu tả khoa học năm 1942.